# Maria Lisa Cinciari Rodano
Maria Lisa Cinciari Rodano, dite Marisa Rodano, née le 21 janvier 1921 à Rome où elle meurt le 2 décembre 2023, est une résistante et femme politique italienne.

## Biographie
Maria Lisa Cinciari participe au Mouvement des catholiques communistes durant la Seconde Guerre mondiale et est arrêtée pour son activisme en mai 1943. Elle est libérée en juillet, après la chute du régime fasciste, et poursuit son engagement dans la Résistance et au sein des Groupes de défense des femmes fondés par le Parti communiste italien. Elle épouse Franco Rodano, son compagnon de lutte dont elle porte le nom dans la suite de son engagement politique. 
Cofondatrice de l'Union des femmes en Italie, elle adhère au PCI en 1946 et anime le comité en faveur du droit de vote des femmes. De 1956 à 1960, elle préside l'Union des femmes en Italie et a participé au choix du mimosa comme fleur symbole de la Journée internationale de la femme en Italie. 
Elle siège à la Chambre des députés de 1948 à 1968, dont elle devient la première femme vice-président (1963-1968), puis au Sénat de 1968 à 1972, au conseil provincial de Rome de 1972 à 1979, et au Parlement européen de 1979 à 1989.  
Elle poursuit son engagement en faveur de l'égalité des sexes et dans les luttes sociales.  
Maria Lisa Cinciari Rodano meurt à Rome le 2 décembre 2023 à l'âge de 102 ans, alors qu'elle est la dernière survivante des députés de la Première législature de la République italienne.
Elle est la belle-mère de l'ancien parlementaire communiste Antonello Falomi.

## Décoration
- Chevalier grand-croix de l'ordre du Mérite de la République italienne[1].